# Nicholas Mickelson
Look Saa Nicholas Kengkhetkid Mickelson (Hamar, 24 luglio 1999) è un calciatore norvegese naturalizzato thailandese, difensore dell'Elversberg e della Nazionale thailandese.

## Carriera

### Club
Cresciuto nelle giovanili dell'Ottestad, è entrato poi a far parte di quelle dell'HamKam. Ha esordito in prima squadra il 23 maggio 2015, subentrando a Kristian Eriksen nel pareggio per 0-0 contro il Molde 2. Al termine del campionato 2017, ha contribuito alla promozione dell'HamKam in 1. divisjon. Il 2 aprile 2018 ha pertanto debuttato in questa divisione, venendo impiegato da titolare nel pareggio per 1-1 maturato sul campo dell'Ullensaker/Kisa.
Il 15 agosto 2018, HamKam e Strømsgodset hanno trovato un accordo per il trasferimento di Mickelson, valido a partire dal 1º gennaio 2019: il giocatore ha firmato un contratto triennale col nuovo club.
Il 30 agosto 2021, i danesi dell'Odense hanno reso noto l'ingaggio di Mickelson, con un contratto valido a partire dal 1º gennaio 2022: il giocatore si è legato al nuovo club con un contratto valido fino al 30 giugno 2025. Il giorno seguente, le parti hanno trovato un accordo per rendere immediato il trasferimento di Mickelson.

### Nazionale
Mickelson ha rappresentato la Norvegia a livello Under-16, Under-17, Under-18, Under-19 e Under-21. Con la formazione Under-19 ha centrato la qualificazione al campionato mondiale Under-20 2019.
Il 28 agosto 2018 ha ricevuto la prima convocazione da parte del commissario tecnico dell'Under-21 Leif Gunnar Smerud, in vista della partita contro l'Azerbaigian del successivo 11 settembre, valida per le qualificazioni al campionato europeo 2019. Non è stato impiegato nel corso dell'incontro. Ha dunque trovato il proprio esordio il 12 ottobre 2018, in occasione della sconfitta per 2-1 contro la Germania, altra gara di qualificazione agli europei di categoria.
Eleggibile anche per la Thailandia, è stato scelto tra i convocati per la Coppa d'Asia AFC Under-23 2022.

## Statistiche

### Presenze e reti nei club
Statistiche aggiornate al 17 luglio 2022.
| Stagione            | Club                | Campionato          | Campionato | Campionato | Coppe nazionali | Coppe nazionali | Coppe nazionali | Coppe continentali | Coppe continentali | Coppe continentali | Supercoppe | Supercoppe | Supercoppe | Totale | Totale |
| Stagione            | Club                | Comp                | Pres       | Reti       | Comp            | Pres            | Reti            | Comp               | Pres               | Reti               | Comp       | Pres       | Reti       | Pres   | Reti   |
| ------------------- | ------------------- | ------------------- | ---------- | ---------- | --------------- | --------------- | --------------- | ------------------ | ------------------ | ------------------ | ---------- | ---------- | ---------- | ------ | ------ |
| 2015                | HamKam              | 2D                  | 5          | 0          | CN              | 0               | 0               | -                  | -                  | -                  | -          | -          | -          | 5      | 0      |
| 2016                | HamKam              | 2D                  | 10         | 0          | CN              | 0               | 0               | -                  | -                  | -                  | -          | -          | -          | 10     | 0      |
| 2017                | HamKam              | 2D                  | 22         | 0          | CN              | 1               | 0               | -                  | -                  | -                  | -          | -          | -          | 23     | 0      |
| 2018                | HamKam              | 1D                  | 18         | 0          | CN              | 0               | 0               | -                  | -                  | -                  | -          | -          | -          | 18     | 0      |
| Totale HamKam       | Totale HamKam       | Totale HamKam       | 55         | 0          |                 | 1               | 0               |                    | -                  | -                  |            | -          | -          | 56     | 0      |
| 2019                | Strømsgodset        | ES                  | 3          | 0          | CN              | 1               | 0               | -                  | -                  | -                  | -          | -          | -          | 4      | 0      |
| 2020                | Strømsgodset        | ES                  | 22         | 0          | -               | -               | -               | -                  | -                  | -                  | -          | -          | -          | 22     | 0      |
| gen.-ago. 2021      | Strømsgodset        | ES                  | 4          | 0          | CN              | 2               | 0               | -                  | -                  | -                  | -          | -          | -          | 6      | 0      |
| Totale Strømsgodset | Totale Strømsgodset | Totale Strømsgodset | 29         | 0          |                 | 3               | 0               |                    | -                  | -                  |            | -          | -          | 32     | 0      |
| ago. 2021-2022      | Odense              | SL                  | 24         | 0          | CD              | 7               | 0               | -                  | -                  | -                  | -          | -          | -          | 31     | 0      |
| 2022-2023           | Odense              | SL                  | 17         | 0          | CD              | 0               | 0               | -                  | -                  | -                  | -          | -          | -          | 17     | 0      |
| 2023-2024           | Odense              | SL                  | 11         | 1          | CD              | 1               | 0               | -                  | -                  | -                  | -          | -          | -          | 12     | 1      |
| Totale Odense       | Totale Odense       | Totale Odense       | 52         | 1          |                 | 8               | 0               |                    | -                  | -                  |            | -          | -          | 60     | 1      |
| Totale              | Totale              | Totale              | 136        | 1          |                 | 12              | 0               |                    | -                  | -                  |            | -          | -          | 148    | 1      |

## Palmarès

### Club

#### Competizioni nazionali
- 2. divisjon: 1

HamKam: 2017 (Gruppo 1)
- 1. Division: 1

Odense: 2024-2025